# Iden (Alemania)
Iden es un municipio situado en el distrito de Stendal, en el estado federado de Sajonia-Anhalt (Alemania), a una altitud de 22 metros. Su población a finales de 2015 era de unos 850 habitantes y su densidad poblacional, 23 hab/km².
Se encuentra a poca distancia al oeste del río Elba.